# 奥斯卡·戴森号调查船
奥斯卡·戴森号调查船是美国的渔业和海洋研究船，2003年10月17日下水，2005年5月28日编入美国海洋和大气管理局，舷号“R224”。
奥斯卡·戴森号船体长68.6米，宽15米，航速14节（最高）和12节（巡航），航程12000海里。